# Nittedal
Nittedal este o comună din provincia Akershus, Norvegia.